# Carl Piper (Politiker)

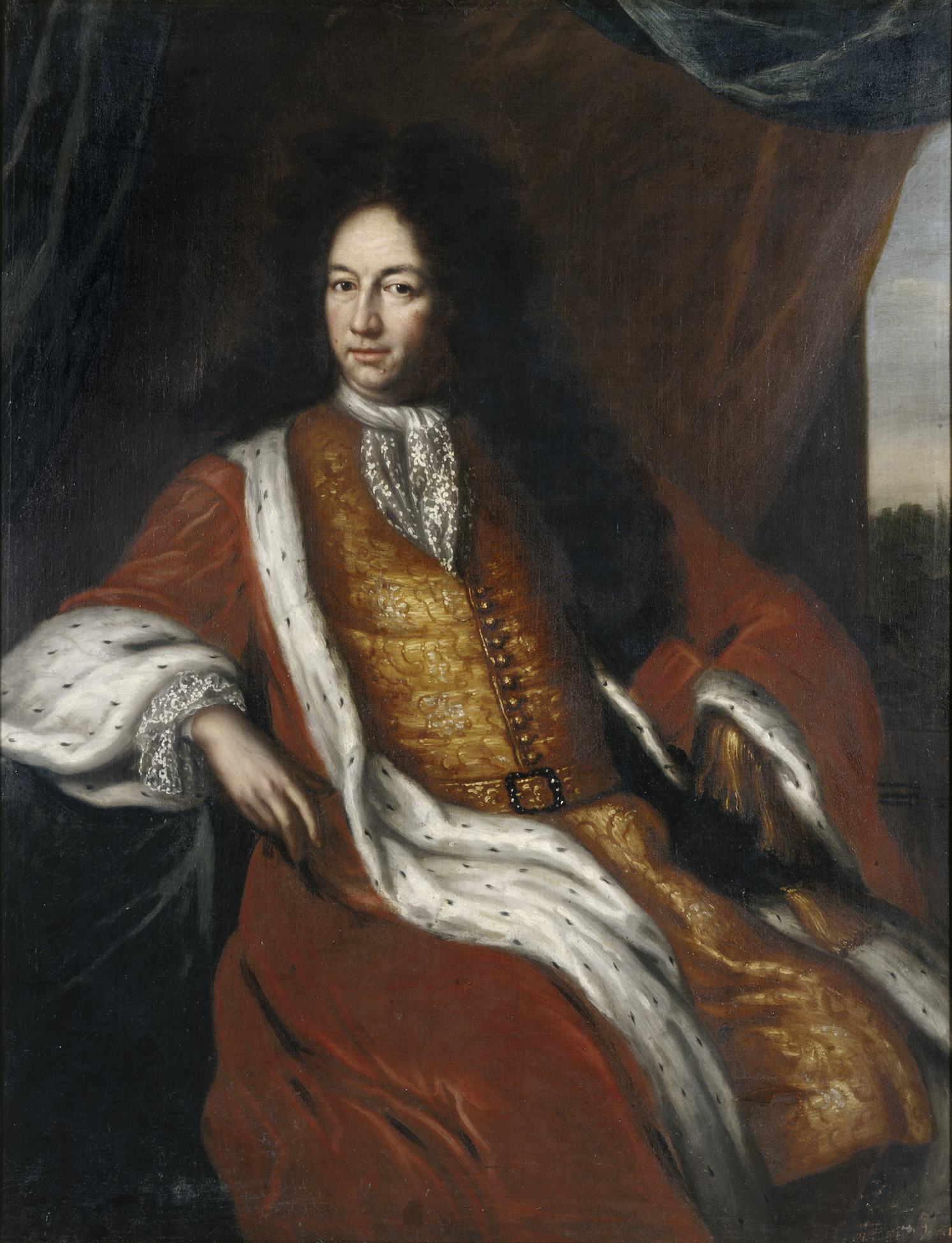
Carl Piper

Carl Piper (* 29. Juli 1647 in Stockholm; † 29. Mai 1716 in Schlüsselburg) war ein schwedischer Staatsmann.

## Leben
Carl Pipers Eltern waren der schwedische Kammerherr Carl Piper und seine Frau Ingrid Charlotta Ekenbom.
Nach einem sechsjährigen akademischen Studium in Uppsala betätigte er sich als Lehrer des C. F. Graf von Schlippenbach, dem späteren preußischen General der Kavallerie und trat 1668 in die königliche Kanzlei ein, wo er schon bald für seine Umsicht und seinen Fleiß geschätzt wurde. Ebenso versah er während des schonischen Krieges seinen Dienst in der königlich-schwedischen Feldkanzlei, zeitweise unter den Augen des Königs. 1677 wurde er Registrator in der Großen Kanzlei und 1679 geadelt und zum Sekretär des Kammerkollegiums ernannt. Zu dieser Zeit begannen die Vorbereitungen für die Reduktionen, die das Ziel hatten, adelige Güter in Krongüter zurückzuführen. 1689 wurde er Kanzleirat und Staatssekretär, zuständig für Innenpolitik; die Stellung der Staatsräte nahm an Bedeutung zu, als Karl XII. im Jahre 1697 König wurde und der Königliche Rat in Fragen der Außenpolitik an den Rand gedrängt wurde. Sein verstorbener Vater, Karl XI., machte seinen Sohn noch auf Piper aufmerksam. Piper hatte auch bei der Inthronisation Karls seine Hand im Spiel und lenkte zusammen mit dem Grafen Axel Sparre „es so, dass ihn die Stände am 9. Nov. 1697 für regierungsfähig erkannten; am 24. Dec. wurde Carl gekrönt, und Piper Graf“. Karl XI. hatte eine Vormundschaftsregierung für seinen Sohn bis zu dessen Volljährigkeit gewollt. 1702 wurde Piper als Nachfolger von Bengt Oxenstierna Kanzler der Universität Uppsala und 1705 Oberstmarschall am Königlichen Hof unter Beibehaltung seiner Bestallung als Staatsrat und Leiter der Feldkanzlei.

## Pipers Verhältnis zu KarlXII.
Piper war Günstling des Königs Karl XII., aber auch er stand permanent in Konkurrenz zu anderen Günstlingen. So schrieb Carlsson über Bengt Sapieha, den Großschatzmeister in Litauen, dass dieser „sich einen solchen Einfluss beim Könige zu verschaffen gewusst, dass sein Rath oft ebenso wirksam oder wirksamer war als der des vorsichtigen Piper“. Sapieha verstarb 1707 in Berlin. Karl richtete in seinen Briefen an seine Schwester Ulrike Eleonore regelmäßig Grüße von Piper aus, verbunden mit der Bitte, dass diese in ihrer Huld gegen Frau Gräfin Piper beständig bleibe. Piper hielt nicht viel vom kriegerischen Gebaren des Königs und verzichtete auch auf den Feldzügen weder auf Perücke noch auf den Fouragetreck und lag auch nie mit der Mannschaft im Schlamm.

## Pipers Tätigkeit als Staatsrat
Piper war in der ersten Regierungszeit Karls XII. bis 1709 dessen engster Berater. Wer zum König wollte, konnte Piper nicht übergehen, und so hielt Piper seinem König den Rücken frei von allen Alltagszudringlichkeiten. Er wirkte bei den Beratungen über die Friedensangebote Augusts des Starken mit, nachdem die Dänen besiegt worden waren. Er überreichte am 29. September 1700 dem französischen Gesandten Graf de Guiscard ein spezielles Schreiben König Karls XII. an Ludwig XIV., mit dem Karl alle Friedensvermittlungen ablehnte, denn „Er, der König in Schweden, hat gar zu vielen und starken Beweis in Händen“, man könnte sich auf Augusts Friedensversprechungen nicht verlassen, „ohne sich zuletzt betrogen zu sehen“. Nach der Schlacht bei Narva, die für Karl siegreich geendet hatte, riet Piper im Februar 1701 allerdings seinem König, ein vorteilhaftes Friedensangebot anzunehmen, zumal Frankreich mit Subsidiengeldern winkte. Im Herbst 1701 wurde er in einem Memorandum an seinen König noch deutlicher, in dem er Karls unversöhnlichen Hass auf August den Starken ablehnte und ihn fragte: „Ist es wirklich Christenpflicht, einen unverständlichen Hass gegen einen Feind zu pflegen, der seinen Fehler eingesteht und bereit ist, nicht nur Wiedergutmachung für das Vergangene zu leisten, sondern auch Sicherheit für die Zukunft zu geben … Eure Sache kann nicht länger gerecht sein in den Augen eines gerechten und gütigen Gottes“. Allerdings hielt auch Piper König August für einen Thronräuber und riet Karl, die Sache der polnischen Republik vom König zu trennen und so einen Spalt zwischen beide zu treiben.
Als die Gesandte des Königs von Polen, Aurora von Königsmarck, Anfang 1702 das Friedensangebot Augusts überbrachte, nahmen der Feldmarschall Rehnskiöld und Piper dieses wohlwollend auf, ließen diese aber selbst bei Karl um eine Audienz nachsuchen, da sie die Haltung des Königs gut genug kannten, um zu wissen, dass Aurora beim König „abblitzen“ würde.
Am 7. Juli 1702 riet Piper seinem König, mit dem Angriff auf die Sachsen bei Klissow bis zur die Verstärkung durch Mörners Truppen zu warten und schlug den 9. Juli vor – den Jahrestag der Schlacht gegen die Sachsen an der Düna, die am 9. Juli 1701 zugunsten der Schweden ausgegangen war. Nach der schweren Niederlage der Sachsen bei Klissow ersuchte August durch einen kaiserlichen Sonderbotschafter um ein persönliches Treffen bei Karl XII. – dieser bestand jedoch auf einer Absetzung des polnischen Königs. Daher entschied am 5. Dezember 1702 der polnische Reichstag zu Toruń – eine Minderheitsversammlung – er wolle ihrem „Könige August, als ihrem Oberhaupte, gegen alle seine Feinde beyspringen … wenn es auch ihr äußerstes und selbst ihr Leben kosten solle“.
In einem Brief an Generalmajor Stenbock im Januar 1703 schrieb Karl XII., dass sich der Kongress der Polen in Wisnia an Piper gewandt habe mit der Bitte, eine Gesandtschaft an Karl XII. entsenden zu dürfen „und ihr Compliment zu machen; er [Graf Piper] schreibt jetzt die Antwort und gestattet es ihnen“. Pipers friedensfördernde Politik war also auch den Polen gut bekannt, daher wandten sie sich bevorzugt an ihn, zumal die schwedischen Kontributionszüge durch Polen immer mehr zur Belastung wurden. Der polnische Krieg der Schweden führte allerdings dazu, dass sich die Russen in Livland ausbreiten konnten. Im Juli 1704 ging Narva an die Russen verloren. Schon 1703 hatte Zar Peter I. seine neue Hauptstadt St. Petersburg gegründet. Ebenfalls im Juli 1704 wurde auf Betreiben König Karls der neue polnische König Stanislaus Leszcynski gewählt und am 24. September 1705 in Warschau gekrönt. Am 18. November 1705 wurde endlich der Frieden mit Polen geschlossen und Karl hatte die Hand frei, direkt in Sachsen einzumarschieren, was im August 1706 geschah. Graf Piper und Hermelin gelang es bereits am 14. September 1706 im Frieden von Altranstädt, August zum Verzicht auf die polnische Krone zu bewegen. Im August 1707 kam es zum Abschied noch einmal zu einem persönlichen Treffen zwischen Karl und August – einem jener für Karl typischen und gefährlichen Alleinritte, wie Piper dem König später vorwurfsvoll vorhielt.
Als Karl sich zum Krieg gegen Russland entschloss, holte er Rehnskiöld wieder in seinen engeren Beraterkreis, „da er bei ihm, im Gegenteil zu den älteren Generälen und zu seinem Minister Piper, ein unbedingtes Eingehen auf seine kühnsten Pläne voraussetzen durfte“. Piper schrieb sein Abschiedsgesuch, da er das kommende Unheil auf die Schweden zukommen sah. Schweden war vollkommen ruiniert, nahezu alle Geldquellen verpfändet. Um Karl XII. sammelten sich nun andere Ratgeber, die sich in Schmeicheleien gegenüber Karl zu übertreffen versuchten, wie zum Beispiel Generalmajor Baron Anders Lagercrona und Generalmajor Graf Axel Sparre, der im Beisein Karls eine alte Prophezeiung verkündete, nach der ein Sparre einmal Gouverneur von Moskau werden würde. Karl dachte bei seinem Einmarsch in Russland, dies Wirklichkeit werden zu lassen. Angeblich endete die Schlacht bei Poltawa im Jahr 1709 auch deswegen mit einer vernichtenden Niederlage für die Schweden, weil Piper den König, der mit einer Wunde darniederlag, gegen die Vorgehensweise Rehnskiölds aufgebracht hatte.

## Kriegsgefangenschaft
Die gesamte schwedische Feldkanzlei fiel den Russen in die Hände und Piper wurde gefangen genommen. Während seiner Gefangenschaft in Moskau organisierte er ein schwedisches Gemeinschaftswesen mit eigener Verwaltung, die auch kirchliche Angelegenheiten behandelte. Die Zahl der kriegsgefangenen Schweden in Russland nach 1709 betrug etwa 30.000 Mann, davon 2.300 Offiziere. Nur die vornehmsten Kriegsgefangenen durften in Moskau bleiben.
Im Jahr 1710 kauften Graf Carl Piper und seine Frau Christina Törnflycht das Schloss Engsö von Johann Sigismund Sparre für 48.050 Taler in Silbermünzen. Er bekam seinen Besitz allerdings nie zu Gesicht, da er 1716 in der Festung Schlüsselburg in russischer Gefangenschaft starb. Er liegt mit seiner Gemahlin in Marmorsarkophagen in der Kirche seines Schlosses Engsö. In dessen Speisesaal hängen Gemälde mit den Porträts der Familie Piper. Sein Sohn Carl Fredric übernahm den Besitz 1730, nachdem seine Mutter gestorben war.